# Patrouille des Glaciers
Patrouille des Glaciers je mednarodno vojaško-civilno tekmovanje, katerega organizira Švicarska kopenska vojska na vsaki dve leti konec aprila v kantonu Valais (Švica) v Apeninskih alpah. Med letoma 1943 in 2004 so lahko tekmovali le švicarski vojaki; leta 2004 so omogočili tekmovanje tudi tujim ekipam. Sedaj pa lahko tekmujejo tudi civilne oz. mešane ekipe.
Tekmovanja se udeležujejo ekipe (patrulje), ki morajo imeti tri člane; vsi člani morajo biti izkušeni pogodniki in gorniki, smučarji, izurjeni v vrvni tehniki,... Trenutno tekmovanje ponuja dve smeri:
- Zermatt - Verbier - Arolla: 53 km v največ 8.5 h in
- Arolla - Verbier: 27 km v največ 7.5 h.

## Kontrolne točke
Med tekmo mora patrulja priti na naslednje kontrolne točke med Zermattom in Verbierjem: 
| Ime                    | Oddaljenost od Zermatta | Višina |
| Zermatt                | 0 km                    | 1616 m |
| Južno od Schönbiel Hut | 8 km                    | 2600 m |
| Severno Tête Blanche   | 16 km                   | 3650 m |
| Prelaz Bertol          | 20 km                   | 3279 m |
| Plans de Bertol        | 23 km                   | 2664 m |
| Arolla                 | 28 km                   | 1980 m |
| Col de Riedmatten      | 33 km                   | 2919 m |
| Pas du Chat            | 35 km                   | 2581 m |
| La Barma               | 38 km                   | 2581 m |
| Rosablanche            | 43 km                   | 3160 m |
| Col de la Chaux        | 47 km                   | 2940 m |
| Les Ruinettes          | 49 km                   | 2195 m |
| Verbier                | 53 km                   | 1520 m |

|  | Zelena : Zermatt (start) Rdeča : Verbier (konec) 1. Schönbiel 2. Tête blanche 3. Bertol Pass 4. Arolla 5. Col de Riedmatten 6. Pas du chat 7. La Barma 8. Rosablanche 9. Col de la Chaux 10. Les Ruinettes |

Skupna višinska razlika je: 3994 m vzpona in 4090 m padca.

## Rekordi
Moški
Najboljši rezultat (5h 52 min 00 s) je postavila švicarska ekipa (sestava: Florent Troillet, Martin Anthamatten in Yannick Ecoeur), ki je zmagala leta 2010.
Ženske
Najboljši rezultat (7 h 51 min 18 s) je postavila švicarska ekipa (sestava: Marie Troillet, Nathalie Etzensperger in Emilie Gex-Fabry), ki je zmagala leta 2008.